# Lauhaus
Lauhaus ist ein Ortsteil der Stadt Bad Schussenried im Landkreis Biberach in Oberschwaben.
Der Weiler liegt circa einen Kilometer nordöstlich von Bad Schussenried und ist über die Kreisstraße 7597 zu erreichen. 
Lauhaus entstand durch Errichtung einer Lohmühle.